# D0-Experiment
Der D0-Detektor (häufig geschrieben als DØ, um deutlich zu machen, dass es sich um die Ziffer Null und nicht um den Buchstaben O handelt) ist einer von zwei großen Detektoren am Teilchenbeschleuniger Tevatron, der am Fermi National Accelerator Laboratory (Fermilab) betrieben wurde. Der Detektor untersuchte die bei der Kollision von Protonen und Antiprotonen entstehenden Produkte, also Hadronen, Leptonen und Photonen.
Im Inneren des Detektors befindet sich ein Spurnachweissystem, bestehend aus einem Siliziumtracker und einem Toroidmagneten zur Impulsbestimmung. Die zweite Schicht bildet ein Kalorimeter mit flüssigem Argon und Uran als Absorbermaterial. Die äußerste Schicht besteht aus einem System von Driftkammern zur Detektierung von Myonen. Mit Hilfe eines Magnetsystems wird ein Magnetfeld von 2 Tesla Stärke zur Impulsbestimmung erzeugt. Komplementiert wird der Detektor durch ein Luminositätssystem zur Bestimmung der Kollisionsrate und einen Protonendetektor in der Vorwärtsrichtung (Forward Proton Detector) zur Untersuchung elastischer Stöße.
Es wurden zwei Betriebsphasen unterschieden: Run I von 1994 bis 1996 und Run II von 2001 bis zur Abschaltung des Tevatrons am 30. September 2011. Zusammen mit der CDF-Kollaboration, am gleichen Labor beheimatet, wurde 1995 das Top-Quark entdeckt.